# ممدوح محمود سالم
ممدوح محمود سالم (1958 - ) أو أبو هاجر العرافي من مؤسسي تنظيم القاعدة، ولد في السودان، اعتقل في 16 سبتمبر 1998 بالقرب من ميونيخ، وتم تسليمه للولايات المتحدة في 20 ديسمبر 1998 حيث اتهم بالمشاركة في تفجير سفارتي الولايات المتحدة في 1998.
طعن أحد حراس السجن الأمريكي وحاول الهروب، وحكم عليه بالسجن لمدة 32 عامًا،
ثم حُكم عليه بالسجن مدى الحياة في أغسطس 2010. وهو الآن سجين في إيه دي إكس فلورنس في فلورنس بولاية كولورادو.